# Hilgermisser Kolk
Der Hilgermisser Kolk ist ein Stillgewässer in der Gemeinde Hilgermissen in der Samtgemeinde Grafschaft Hoya im Landkreis Nienburg/Weser in Niedersachsen. 
Der See, der etwa 420 Meter lang, etwa 40 Meter breit, maximal 1,80 Meter tief ist und eine Fläche von 1,56 ha hat, liegt östlich vom Kernort Hilgermissen und wird von Süd nach Nord von der Hoyaer Emte, einem Zufluss der Weser, durchquert. Weitere Zuflüsse des Sees sind der Ahegraben im Nordosten und der Mehringer Graben am südlichen Rand.